# Roue de bicyclette (Duchamp)
Cet article concerne la sculpture de Marcel Duchamp. Pour la pièce mécanique, voir Roue de vélo.
Roue de bicyclette est une œuvre de l'artiste Marcel Duchamp, créée à Paris en 1913.
Il s'agit d'une roue de bicyclette (sans le pneu) fixée par sa fourche sur un tabouret en bois peint. Cet objet est le premier en son genre.

## Historique
Utilisant des objets manufacturés, Duchamp  a créé ainsi le premier ready-made, dans une approche qui consiste à détourner des objets manufacturés pour en faire des œuvres d'art, ce qui a donné naissance à nombre de démarches artistiques actuelles.
Son deuxième ready-made sera le Porte-bouteilles, acheté au BHV de Paris.
Par la suite, il créera sa célèbre Fontaine (1917), un urinoir en porcelaine renversé et signé « R. Mutt 1917 ».
A bien des égards, Roue de bicyclette est également considérée comme l'une des premières œuvres de l'art cinétique, et renvoie à des travaux antérieurs de l'artiste sur le mouvement et sa décomposition (Nu descendant un escalier). Aussi, outre l'utilisation d’objets de fabrication industrielle réitérée avec Porte-bouteilles (1914) par exemple, la roue de bicyclette en elle-même permet d’intégrer le mouvement à la sculpture. Cette approche nouvelle ne cantonne plus la statuaire à une immobilité figée, mais lui permet de changer momentanément de nature et d’aspect par l’intervention d’une poussée extérieure. En cela, Duchamp se place avec cette œuvre en précurseur de l’art cinétique et de l’emploi de mécanismes de plus en plus complexes et bientôt motorisés dans les travaux de certains artistes comme Tinguely par exemple. Notons également que cela est en corrélation directe avec les travaux de Duchamp sur l’optique via sa série des optiques de précisions et le caractère hypnotisant des motifs créés par les rayons de la roue en mouvement peuvent préfigurer les recherches effectuées par les artistes de l’Op Art, notamment Julio Le Parc.

« La Roue de bicyclette est mon premier readymade, à tel point que ça ne s'appelait même pas un readymade. Voir cette roue tourner était très apaisant, très réconfortant, c'était une ouverture sur autre chose que la vie quotidienne.
J'aimais l'idée d'avoir une roue de bicyclette dans mon atelier. J'aimais la regarder comme j'aime regarder le mouvement d'un feu de cheminée. »

— Marcel Duchamp
L'œuvre originale datant de 1913 fut perdue, et Marcel Duchamp créa plusieurs répliques au début des années 1960. En 1964, une sixième réplique de l'oeuvre est réalisée sous la direction de Marcel Duchamp par la Galerie Schwarz, Milan.

## Exemplaires exposés
- Centre Pompidou, Paris
- Museum of Modern Art, New York
- Philadelphia Museum of Art, Philadelphie